# Костас Мендилор
Константинос Теодосопулос (енгл. Konstantinos Theodosopoulos; Мелбурн, Викторија, 3. септембар 1965), познатији по сценском имену Костас Мендилор (енгл. Costas Mandylor), аустралијски је филмски и ТВ глумац грчког порекла.
Њего брат Луис Мендилор исто је глумац.